# بيب (نظام إدارة حزم)
بيب (بالإنجليزية: pip)‏ هو نظام إدارة حزم، يستعمل أساسا لإدارة وتتبيث حزم مكتوبة بلغة بايثون. يمكن إيجاد الكثير منها في مستودع برمجيات بايثون باكاج أنديكس (باي باي).
ابتداءً من الإصدارات 2.7.9 و3.4، صار بيب مضمنا افتراضيا في التوزيعة الرسمية لبايثون
.

## أصل التسمية
بيب هو اختصار تكراري Pip Installs Packages أو ل Pip Installs Python.

## واجهة سطر أوامر
من مميزات بيب هي سهولة واجهة سطر أوامره، مما يجعل تتبيث الحزم سهل كإلقاء أمر:

اسم-الحزمة pip install

يمكن أيضا للمستخدمين إلغاء تتبيث الحزم المتبثة مسبقا بالأمر أعلاه ببساطة:

اسم-الحزمة pip uninstall 

يوفر بيب أيضا ميزة لإدارة قوائم حزم وأرقام إصداراتها من خلال ملف موجود مسبقا. فيقوم بشكل فعال بإعادة إنشاء مجموعة كاملة من الحزم على بيئة جديدة (كمبيوتر جديد مثلا) أو بيئة افتراضية جديدة شرط أن يكون ملف requirements.txt منسقا بشكل صحيح. وبعدها يدخل المستخدم الأمر التالي لإنهاء العملية:

pip install -r requirements.txt

من الممكن أيضًا، تتبيث حزمة لإصدار معين لبايثون بفضل هذا الأمر الذي حيث يتم كتابة 2، 3، 3.4... محل [version]:

اسم-الحزمة pip[version] install

## استخدامه في استضافة المواقع
يستخدم بيب أيضا لدعم استخدام بايثون في خدمات الحوسبة السحابية، مثل هيروكو (Heroku).

## روابط خارجية
- بيب على موقع Open Hub (الإنجليزية)